# Biblioteca e Museu Presidencial John F. Kennedy
A Biblioteca e o Museu Presidencial John F. Kennedy é a biblioteca presidencial e museu de John Fitzgerald Kennedy, o trigésimo quinto Presidente dos Estados Unidos (1961-1963).
Está localizada em Columbia Point no bairro Dorchester de Boston, Massachusetts, ao lado da Universidade de Massachusetts Boston. Desenhado pelo arquitecto I. M. Pei, o edifício é, de acordo com a lei específica, o repositório oficial de documentos originais e correspondência da Administração Kennedy, bem como órgãos especiais de materiais publicados e não publicados, tais como livros e artigos por e sobre Ernest Hemingway. A biblioteca e o museu foram dedicados em 1979 pelo presidente Jimmy Carter e membros da família Kennedy.